# جيرالد د. غريفين
جيرالد د. غريفين (بالإنجليزية: Gerald D. Griffin)‏ هو مهندس فضاء جوي ومهندس أمريكي، ولد في 25 ديسمبر 1934 في أثينا في الولايات المتحدة.